# Oglasa lagusalis
Oglasa lagusalis là một loài bướm đêm trong họ Noctuidae.